# Темний лицар (фільм)
«Темний лицар» (англ. The Dark Knight) — супергеройський трилер спільного виробництва США і Великої Британії 2008 року від режисера, продюсера та співсценариста Крістофера Нолана, друга частина трилогії Нолана про Бетмена. У головних ролях знялися Крістіан Бейл, Гіт Леджер, Аарон Екгарт, Ґері Олдмен, Меггі Джилленгол, Майкл Кейн і Морган Фрімен.
Картину знімали переважно в Чикаго, а також у деяких інших місцях Сполучених Штатів, Великої Британії та Гонконгу. Для зйомок окремих сцен використовувались камери IMAX із сімдесятиміліметровою плівкою. Фільм присвячений пам'яті Леджера, який помер 22 січня 2008 року, через кілька місяців після закінчення зйомок і за шість місяців до виходу фільму.
Світова прем'єра «Темного лицаря» відбулася 14 липня 2008 року в Нью-Йорку. У широкий прокат фільм вийшов 16 липня 2008 року в Австралії, 18 липня в Північній Америці та 24 липня у Великій Британії. В українському прокаті фільм стартував 14 серпня 2008 року. Кінокритики відносять стрічку до найкращих фільмів десятиліття. Фільм отримав позитивні відгуки та встановив численні касові рекорди під час прокату. Із понад 1 млрд $ зборів, він посідає 28 сходинку у списку найкасовіших фільмів. Фільм отримав вісім номінацій на премію «Оскар», дві з яких — переможні.
Станом на 1 березня 2024 року займає 3-тю позицію у списку 250 найкращих фільмів за версією IMDb.

## Сюжет

Гіт Леджер у ролі Джокера

У місті Ґотем кримінальний геній на прізвисько Джокер грабує банки, що належать міській мафії. У ході чергового пограбування він підмовляє бандитів убити одне одного, обіцяючи вцілілим більшу частку. Врешті він сам забирає гроші і тікає на заготованому автобусі.
Тим часом окружний прокурор Гарві Дент, прозваний Білим Лицарем Ґотема, намагається викорінити злочинність законними методами. На противагу йому таємничий герой Бетмен вершить правосуддя силою. Багатій Брюс Вейн, що насправді і є Бетменом, бачить у Гарві заміну собі в ролі захисника Ґотема. Вейн сподівається, що тепер зможе возз'єднатися з Рейчел Доуз, у яку закоханий з дитинства.
Дент хоче приєднатися до таємного союзу лейтенанта поліції Джеймса Гордона і Бетмена, тому видає Гордону ордер на обшук всіх банків мафії. Але там залишилися лише помічені купюри: китайський бізнесмен і злочинець Лао заздалегідь ховає гроші мафії в лише йому відоме місце. Джокер, блазнюючи, приходить на зібрання мафії і пропонує вбити Бетмена за половину її грошей. Він звинувачує злочинців у слабкості, натомість кримінальний бос Гембол призначає нагороду за голову Джокера, живого чи мертвого.
Гордон, Дент і Бетмен приходять до думки, що Лао не видасть своїх спільників. Бетмен обіцяє захопити і привезти Лао, щоб Дент його допитав і отримав законні підстави боротьби з мафією. Бетмен прибуває до Китаю, вдаючи, що Брюс Вейн зібрався в розкішний круїз на яхті. Бетмен викрадає Лао, його підчипляє найнятий літак, лишаючи охорону ні з чим. Вейн повертається з ним в Ґотем і передає поліції. Лао видає всіх мафіозі, після чого злочинці погоджуються на умови Джокера. Той вбиває ватажка Гембола, ставши очільником лиходіїв Ґотема.
Коли, здавалося б, правосуддя перемогло, Джокер підкидає до вікна мера Ґотема тіло чоловіка в костюмі Бетмена. На його тілі знаходять гральну карту «Джокер» і відеозапис. На відео Джокер допитує фальшивого Бетмена, а потім кидає справжньому героєві виклик: або він відкриє таємницю своєї особистості, або з цієї ночі вбиватиме людей. На карті Джокера Бетмен виявляє ДНК його майбутніх жертв: комісара Лоуба, судді Сурилову і прокурора Дента. Незабаром суддю підривають в її машині, Лоуб випиває кислоту замість віскі. На бенкет в апартаментах Вейна на честь досягнень Дента вривається Джокер зі своєю бандою, щоб вбити прокурора. Брюс переховує Дента, розлючений Джокер погрожує гостям і бере в заручниці Рейчел, яка несподівано дає відсіч. Переодягнувшись в Бетмена, Вейн повертається, однак Джокер викидає Рейчел у вікно. Героєві доводиться рятувати її, а лиходій тікає.
Прагнучи зрозуміти мотиви Джокера, Вейн не знаходить чого він хоче. Дворецький Вейна, розсудливий Альфред, пояснює йому, що Джокер прагне хаосу як такого. Тим часом, завдяки анонімному дзвінку, поліція знаходить розстріляних колег і довідується, що наступною жертвою стане мер міста. Бетмен добуває зі стіни уламки, на яких бачить відбиток пальця. Герой спішить врятувати мера, та сам потрапляє у пастку. Його сприймають за снайпера і відкривають вогонь, тоді як переодягнені гвардійцями бандити під час салюту стріляють в мера. Джеймс Гордон закриває його собою і гине від куль.
Поліція заарештовує одного зі злочинців, але Гарві Дент викрадає його для допиту. Не отримавши відповіді, Гарві вдає, ніби довіряє долю бандита випадку, підкидаючи монету. Насправді монета фальшива й однакова з обох боків, що символізує — людина сама вершить свою долю. Але Бетмен не знає про монету і вривається зупинти прокурора. Він просить Дента скликати прес-конференцію, щоб відкрити ким є насправді та припинити вбивства. Несподівано Дент випереджає його і заявляє, що Бетменом є він. Рейчел, знаючи справжню особистість Бетмена, просить у нього пояснень, у відповідь Дент кидає їй свою двосторонню монету. Під час перевезення Дента на поліцейський кортеж нападає Джокер. Прибулий на порятунок Бетмен в ході тривалої сутички непритомніє, але його несподівано рятує живий Гордон. Він інсценував свою смерть, щоб його сім'ї ніщо не загрожувало. Джокера вдається спіймати, за це мер міста присвоює Гордону звання комісара поліції.
Джокера відвозять в поліцейський відділок, але тим часом з'ясовується, що Гарві Дента викрадено. Гордон допитує Джокера, але той лише глузує з нього, підмовляючи не довіряти своїм друзям. Гордон кличе на допит Бетмена, який закриває камеру зсередини і намагається вибити з лиходія місцезнаходження прокурора. Джокер повідомляє, що Рейчел також викрадена, обоє знаходяться біля бомб з годинниковим механізмом, і пропонує вибрати кого врятувати, поки час не скінчиться. Джокер називає адреси викрадених, Бетмен їде за дівчиною, а Гордон — за прокурором. Але на місці Бетмен бачить, що Джокер обдурив їх, назвавши адреси навпаки. Бетмен встигає витягнути прокурора, але вибух зачіпає його, обпалюючи Денту обличчя. Рейчел гине, коли поліція наближається до неї. Тим часом Джокер, як і задумав заздалегідь, підриває поліцейську дільницю і виривається на свободу, прихопивши з собою Лао.
На місці загибелі Рейчел Бетмен знаходить монету Гарві й приносить її Денту в лікарню. Той озлоблений на всіх за смерть коханої, він відмовляється від пластичної операції і знеболення, лишаючись спотвореним. Альфред знаходить листа Рейчел, залишений Брюсу перед смертю, в якому вона говорить, що стане дружиною Гарві, позаяк Вейн мусить в образі Бетмена захищати Ґотем. Дворецький спалює лист, щоб він не пригнітив Вейна ще більше.
Тим часом Джокер, склавши всі гроші на купу, спалює їх разом з Лао. Лиходій пояснює, що хоче аби в Ґотемі просто ніколи не було порядку і тепер саме він має владу над містом. Коулман Різ, юрист з компанії Вейна, здогадується, що його статки ідуть на обслуговування Бетмена. Він заявляє, що хоче чималу суму за своє мовчання, але розуміє, що коли Вейн пов'язаний з Бетменом, то його шантаж безглуздий. Джокер повідомляє, що підірве міську лікарню, якщо Різ не помре впродовж 60 хвилин. У місті починається паніка, поліцейські з Гордоном захищають Різа від лінчування розгніваним натовпом. Джокер пробирається в лікарню до Дента і переконує його, що є лише «скаженим псом», а насправді у смерті його коханої винні поліція і Бетмен, які «спустили його з прив'язі». Джокер дражнить Гарві можливістю вбити його, але колишній прокурор вирішує це кидком монети, яка тепер обвуглена з одного боку. Вейн, не приховуючись, споряджає автомобіль і рятує Різа. Той з вдячності не видає його таємницю. Джокер, лишившись живим, звільняє його і підриває лікарню, після чого бере в заручники автобус з пацієнтами і лікарями.
Джокер оголошує на все місто, що викрав кілька десятків людей, а в тунелях і на мостах чекають «сюрпризи». Це повідомлення паралізує Ґотем, повсюдно виникають затори, які не дають жителям втекти. Дент, називаючи себе тепер Дволиким, вирушає шукати винних у смерті Рейчел і вбивати того, на кого покаже монета. Він вислідковує і вбиває продажного детектива Вюртца та ще кількох, а детективу Рамірес щастить. Бетмен активує сонарну систему, яка використовує мобільні телефони жителів міста, для того щоб сканувати весь Ґотем і вистежити Джокера. Він залишає Луціуса Фокса відстежувати через неї Джокера, хоч той не схвалює подібне тотальне стеження.
Частина жителів рятується на двох поромах: на одному перевозять цивільних, на іншому — злочинців з в'язниці. Цим користується Джокер, зламавши двигуни поромів. Він повідомляє, що пороми заміновані і на кожному з них є детонатор від іншого порома. Лиходій обіцяє підірвати обидва, якщо до півночі на жодному з них не натиснуть на кнопку детонатора. Цим він сподівається довести, що всі люди покидьки і ніякий порядок чи добро неможливі.
Бетмен знаходить будинок, в якому Джокер тримає заручників, і повідомляє про це Гордону. За допомогою Фокса він рятує заручників і незабаром добирається до лиходія. Джокер долає Бетмена і чекає півночі, щоб показати Бетмену, що він захищає негідників. Однак, і цивільні, і злочинці, відмовляються вбивати інших. Тепер Бетмен долає Джокера, але той говорить, що тепер є Дент, який сіятиме в Ґотемі хаос. Лишивши Джокера безпомічно підвішеним за троси, Бетмен поспішає до Дволикого. Тим часом Фокс за даною раніше порадою Бетмена вводить своє ім'я в комп'ютері і сонарна система самознищується.
Гордон розшукує, де Дволикий утримує в заручниках його сім'ю — на місці загибелі Рейчел і опиняється там з Бетменом. Дволикий хоче покарати всіх, хто, на його думку, відповідальний за смерть коханої. Він за кидком монети засуджує Бетмена до смерті й стріляє, після чого «судить» себе і отримує чистий бік, згідно чого лишається живим. Далі Дволикий вирішує, як бути з Гордоном. Поки монета падає, Бетмен хапає хлопчика, викинувшись вниз разом з Дентом. Однак сам він ранить ногу, а Гарві гине. Бетмен і Гордон розуміють, що якщо люди дізнаються ким став Білий Лицар Ґотема, то можуть втратити віру в добро. Тому Бетмен просить комісара зберегти репутацію Гарві незаплямованою і перекласти всю провину на нього. За Бетменом починається погоня, герой тікає, ховаючись у темряві. Бетмена оголошують злочинцем, а Гордон виголошує промову про героїзм на похоронах Дента.
Хоча Гордон не бажає обманювати людей, він визнає, що це зараз необхідно. Знаючи, яким насправді є Бетмен, він нарікає героя Темним Лицарем.

## У ролях

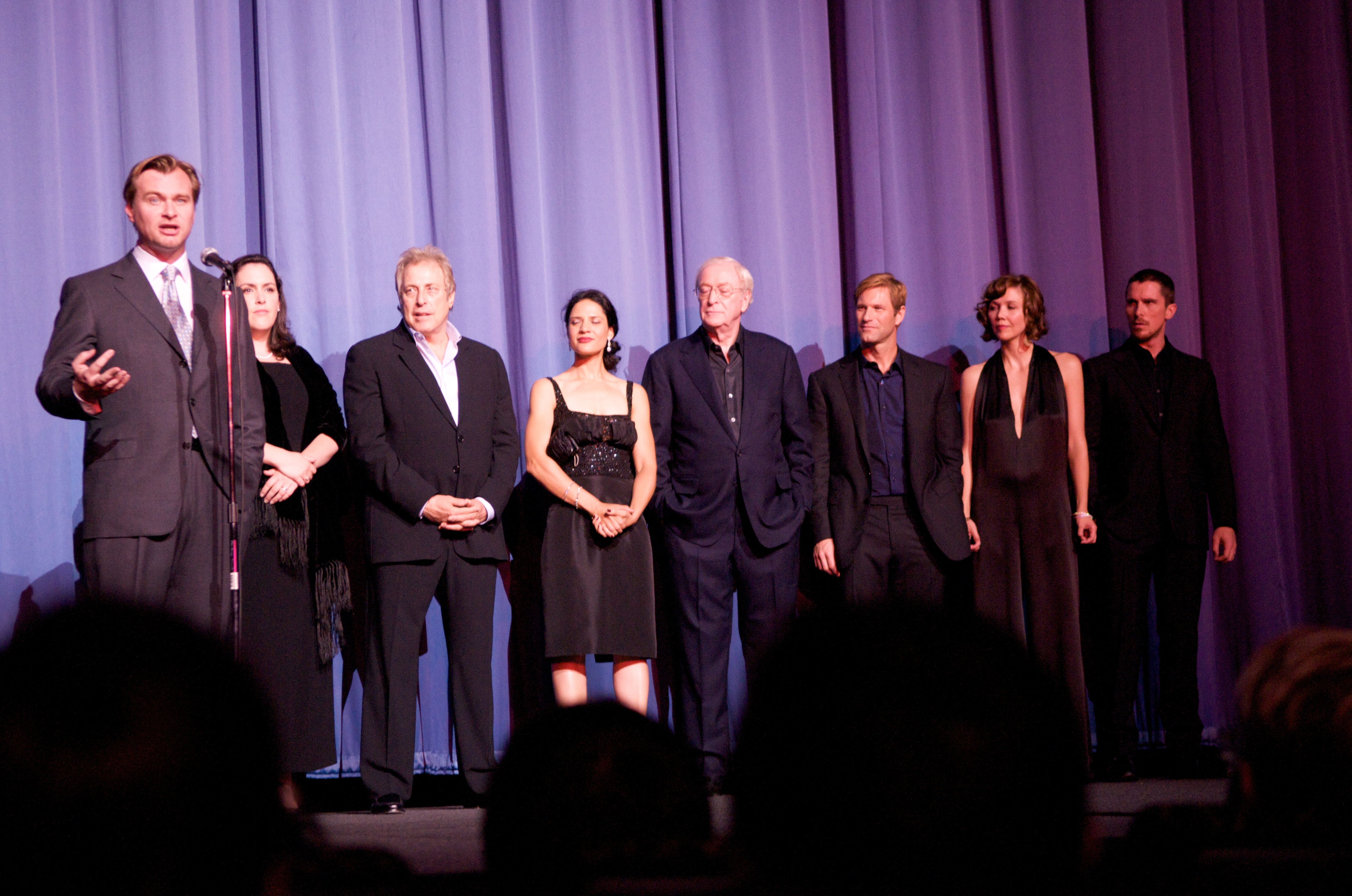
Акторський склад та творці фільму на європейській прем'єрі у Лондоні.

- Крістіан Бейл — Брюс Вейн / Бетмен
- Гіт Леджер — Джокер
- Ґері Олдмен — лейтенант Джеймс «Джим» Гордон
- Меггі Джилленгол — Рейчел Доуз
- Аарон Екгарт — Гарві Дент / Дволикий
- Майкл Кейн — дворецький Альфред Пенніворт
- Морган Фрімен — Луціус Фокс
- Кілліан Мерфі — Джонатан Крейн / Опудало
- Нестор Карбонелл — мер Ґотема Ентоні Гарсія
- Ентоні Майкл Голл — репортер Майк Енгел
- Моніка Карнен — Анна Рамірез
- Чін Хан — китайський бізнесмен Лао
- Майкл Джей Вайт — Ґембол, кримінальний бос
- Ерік Робертс — Сальваторе Мароні, кримінальний бос
- Кіт Шарабайка — детектив Джерард Стівенс
- Натан Гембл — Джеймс Гордон-молодший
- Вільям Фіхтнер — менеджер банку
- Патрік Легі — гість на бенкеті
- Джошуа Гарто — Коулман Ресс
- Девід Дастмалчян — Томас Шифф

Акторський склад фільму
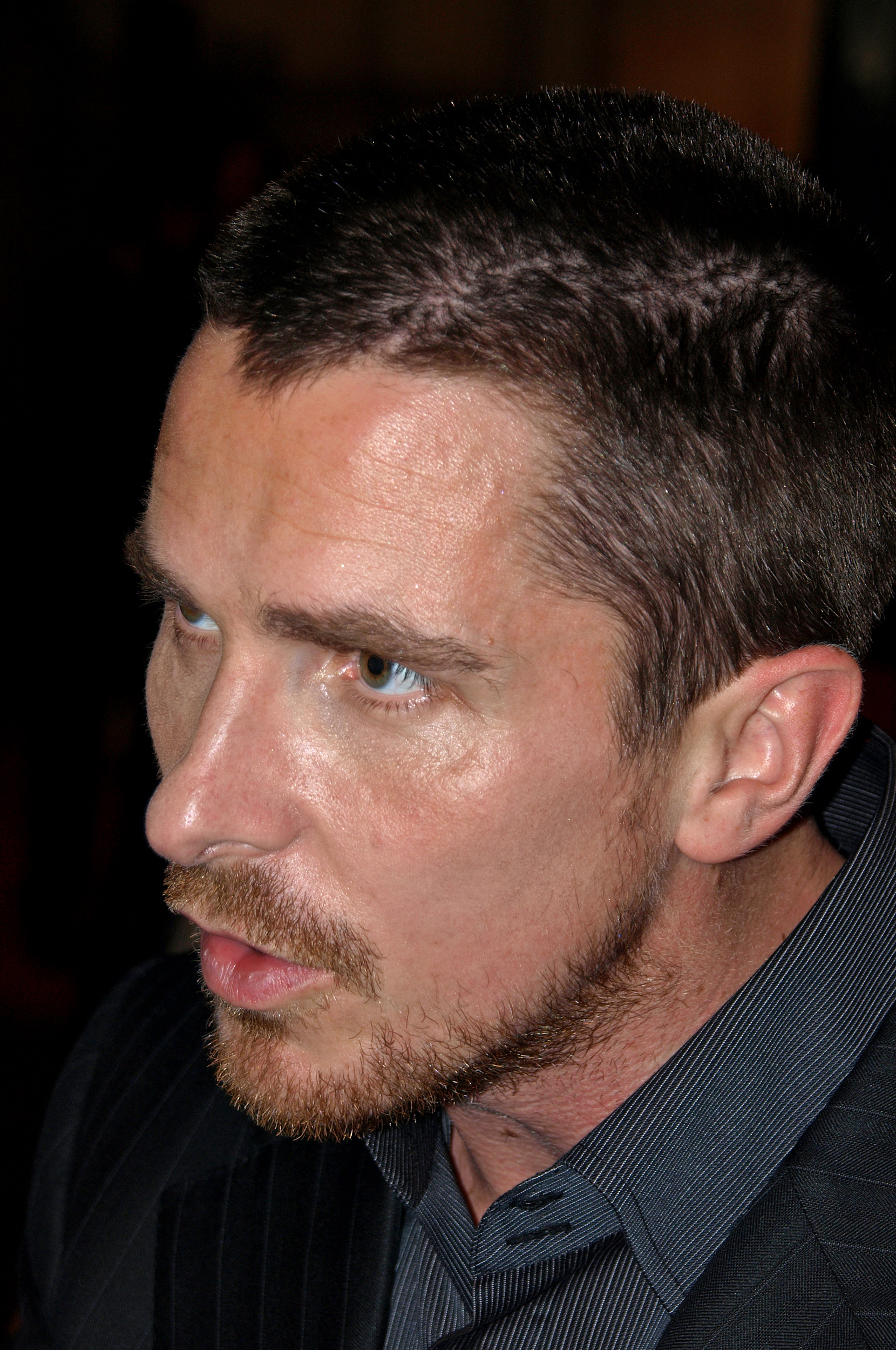
Крістіан Бейл
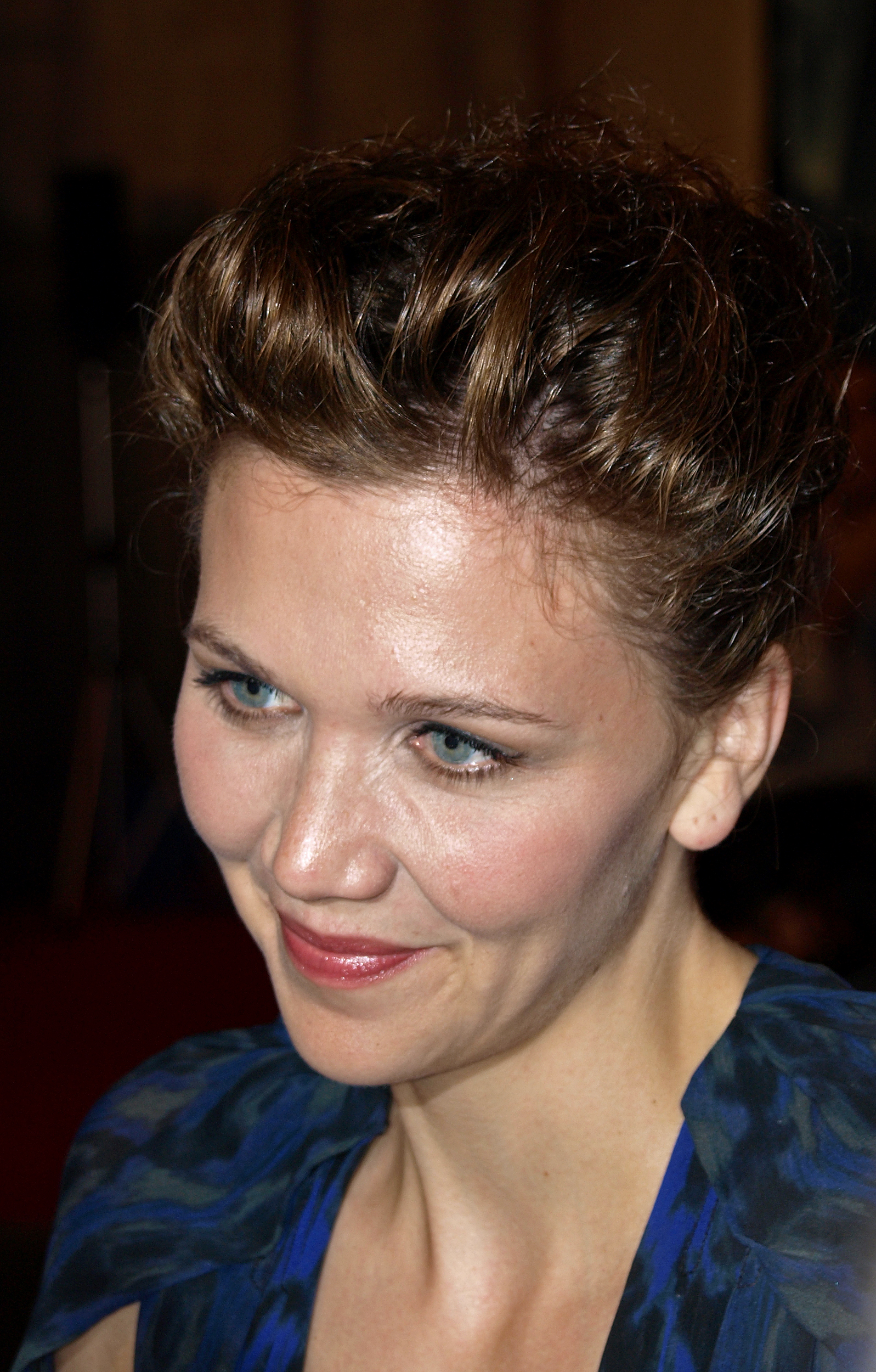
Меггі Джилленгол
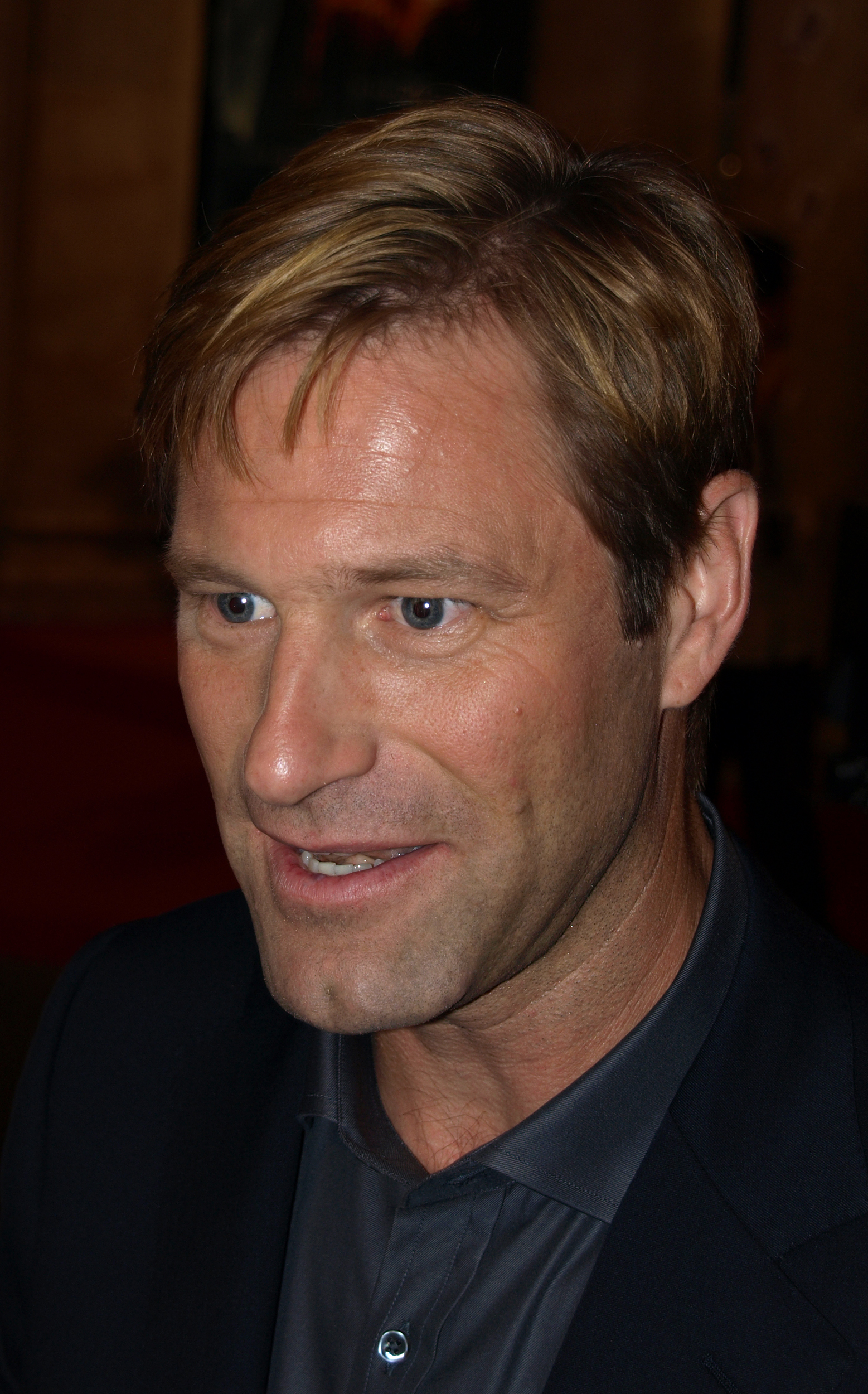
Аарон Екгарт
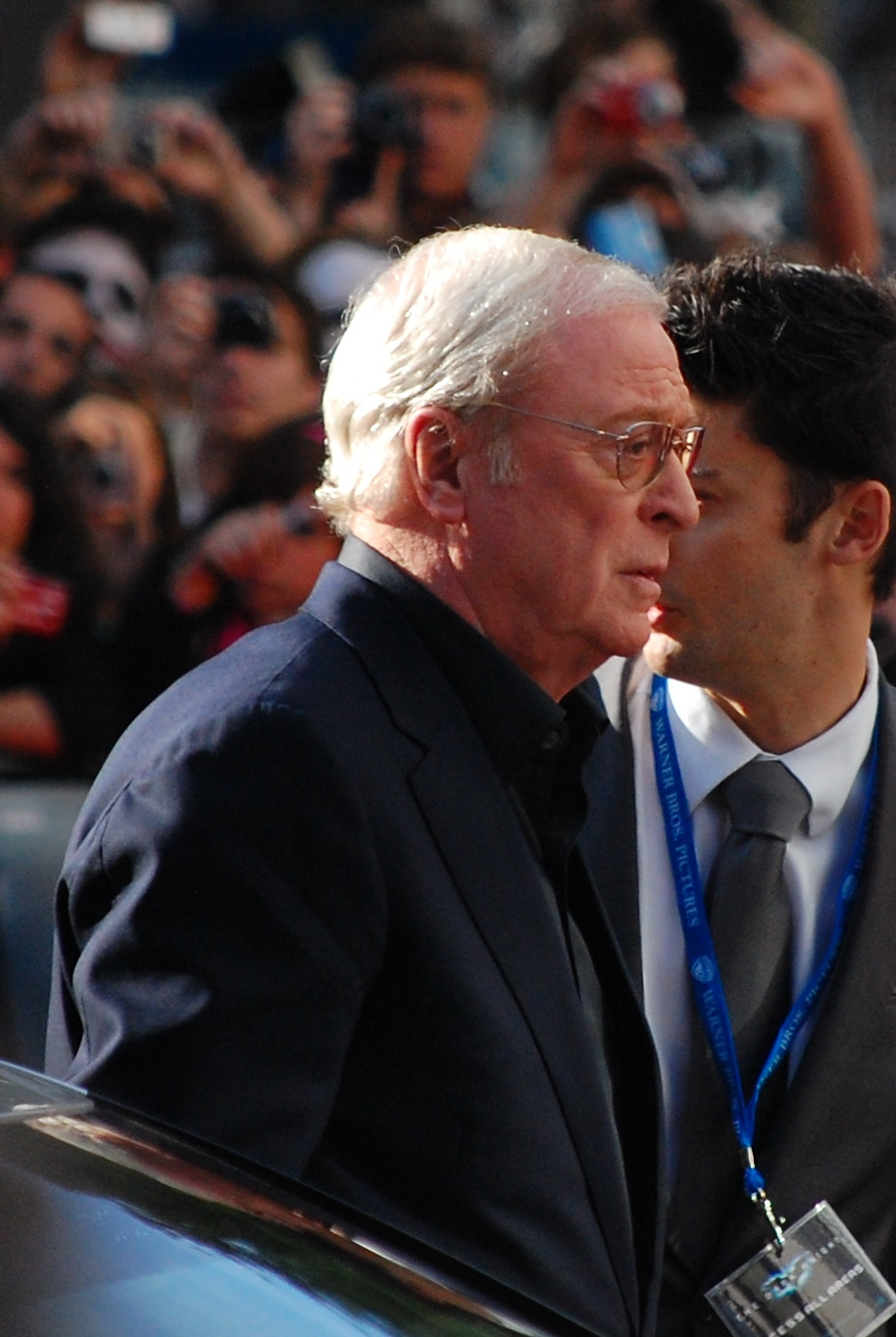
Майкл Кейн

## Український дубляж
- Фільм дубльовано студією: «Adioz production» на замовлення компанії «Сінетайп» та «Кіноманія» у 2008 році.

- Переклад: Федора Сидорука
- Режисер дубляжу: Костянтин Лінартович
- Звукорежисер: Олександр Мостовенко

- Ролі дублювали:
- Бетмен — Юрій Коваленко
- Джокер — Дмитро Завадський
- Гордон — Микола Боклан
- Люціус Фокс — Василь Мазур
- Харві Дент — Іван Розін
- Рейчел — Лариса Трояновська

## Рекорди

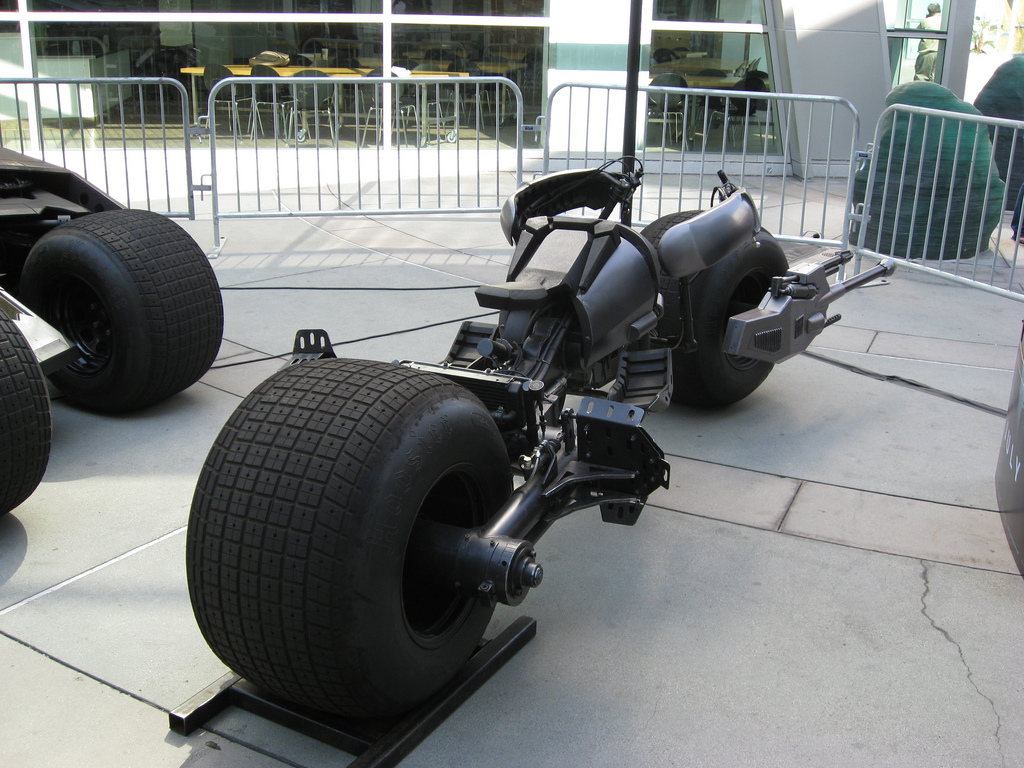
«Бетпод» з фільму

- У США (на 22 вересня) «Темний лицар» став найкасовішою екранізацією комікса за всю історію та посів друге місце після «Титаніка».
- Фільм одночасно вийшов на екрани у 4366[2] кінотеатрах США і Канади, цим самим побивши рекорд «Піратів Карибського моря».
- За перший вікенд «Темний лицар» заробив 158 411 483 доларів, що на 7 млн більше попереднього рекорду.

## Цікаві факти
- Коли Крістофера Нолана спитали: «Чому саме Гіт Леджер буде Джокером», режисер відповів: «Тому що він безстрашний».
- Гіт Леджер відмовився від участі у зйомках фільму «Австралія» (2008), щоб зіграти Джокера.
- Робоча назва фільму була «Бетмен: Темний Лицар».
- «Темний лицар» став найочікуванішим фільмом 2008 року за версією журналу «The Times».
- У грудні 2020 року фільм внесений до Національного реєстру фільмів у Бібліотеці Конгресу США[3].

## Нагороди
- Фільм «Темний лицар» був номінований на вісім «Оскарів», проте здобув лише два. Першою статуеткою посмертно було нагороджено Гіта Леджера, а іншою — за найкращий звукомонтаж.
- Також, Гіта Леджера було посмертно нагороджено «Золотим Глобусом» — за найкращу роль другого плану.